# Westphalia (Kansas)
Westphalia és una població del Comtat d'Anderson a l'estat de Kansas dels Estats Units d'Amèrica.

## Demografia
Segons el cens dels Estats Units del 2000 Westphalia tenia 165 habitants, tenia 165 habitants, 66 habitatges, i 39 famílies. La densitat de població era de 318,5 habitants/km².
Dels 66 habitatges en un 36,4% hi vivien nens de menys de 18 anys, en un 51,5% hi vivien parelles casades, en un 6,1% dones solteres, i en un 40,9% no eren unitats familiars. En el 36,4% dels habitatges hi vivien persones soles el 22,7% de les quals corresponia a persones de 65 anys o més que vivien soles. El nombre mitjà de persones vivint en cada habitatge era de 2,5 i el nombre mitjà de persones que vivien en cada família era de 3,41.
Per edats la població es repartia de la següent manera: un 33,3% tenia menys de 18 anys, un 9,1% entre 18 i 24, un 26,1% entre 25 i 44, un 17,6% de 45 a 60 i un 13,9% 65 anys o més.
L'edat mediana era de 37 anys. Per cada 100 dones de 18 o més anys hi havia 83,3 homes.
La renda mediana per habitatge era de 23.500 $ i la renda mediana per família de 28.125 $. Els homes tenien una renda mediana de 24.167 $ mentre que les dones 13.125 $. La renda per capita de la població era de 10.305 $. Entorn del 30,8% de les famílies i el 29,2% de la població estaven per davall del llindar de pobresa.

## Poblacions properes
El següent diagrama mostra les poblacions més properes.